# Hasedot
Hasedot és un desert que apareix a la Bíblia en diferents passatges del Llibre dels Nombres (11:35, 12:16 y 33:17-18) i en el Deuteronomi (1:1).